# Ariadna segmentata
Ariadna segmentata är en spindelart som beskrevs av Simon 1893. Ariadna segmentata ingår i släktet Ariadna och familjen sexögonspindlar.
Artens utbredningsområde är Tasmanien. Inga underarter finns listade i Catalogue of Life.